# Aimé Michel
Aimé Michel (ngày 12 tháng 5 năm 1919 – ngày 28 tháng 12 năm 1992), là một chuyên gia về UFO người Pháp.

## Tiểu sử
Aimé Michel chào đời tại Saint-Vincent-les-Forts, Pháp. Ông lấy bằng triết học năm 1939 và chứng chỉ tâm lý học năm 1940, đồng thời còn nghiên cứu văn học cổ điển năm 1942. Năm 1941, ông trở thành "gia sư" dạy ngôn ngữ cổ điển (tiếng Pháp, tiếng Latinh và tiếng Hy Lạp) ở Grenoble. Về sau chuyển vào làm nhân viên cho Đài Phát thanh Pháp vào năm 1944. (Ông đã thành công trong kỳ thi tuyển kỹ sư âm thanh phòng thu năm 1943.) Năm 1946, ông làm việc trong bộ phận nghiên cứu, có mối liên hệ với Pierre Schaeffer (một thành viên của hiệp hội "Lao động và Văn hóa" (Travail et Culture) hợp tác cùng Louis Pauwels).
Ông trở thành thành viên của Ủy ban Ouranos do Marc Thirouin thành lập năm 1951 và là một trong những nhóm nghiên cứu UFO đầu tiên của Pháp. Năm 1954, ông xuất bản cuốn Lueurs sur les saucoupes volantes, được xem là công trình nghiên cứu UFO học thứ hai của Pháp, sau Flying Saucers Come From Another World của Jimmy Guieu (1954) và trước Propulsion des saucoupes volantes của Trung úy Jean Plantier (1955). Dù doanh số bán sách khá thấp ở Pháp thế nhưng bản dịch sang tiếng Anh của cuốn sách đã khiến tác giả của nó được biết đến nhiều hơn ở Mỹ.
Năm 1958, nhờ vào việc xuất bản cuốn sách viết về làn sóng UFO (Mystérieux Objets Célestes) năm 1954 ở Pháp, Michel đã nghĩ ra một lý thuyết gọi là orthoténie với sự giúp đỡ của Jacques Bergier trên góc khăn trải bàn của nhà hàng. Michel đặt ra cái gọi là "đường thẳng hàng": Các đường thẳng tương ứng với các vòng tròn lớn theo dấu vết và có tâm trên trái đất. Michel tuyên bố rằng những địa điểm nhìn thấy UFO có thể tập trung dọc theo các đường lưới này. Ví dụ, ông đề xuất rằng có một điểm được gọi là "Bavic" (nghĩa là "Bayonne - Vichy") trong số chín vụ quan sát UFO được đăng trên báo chí vào ngày 24 tháng 9 năm 1954, sáu vụ xếp thẳng hàng theo thứ tự (Bayonne, Lencouacq, Tulle, Ussel, Gelles, Vichy). Việc sử dụng các mô phỏng máy tính, sau đó là xác định các sai sót trong những lời khai đã chọn của nhân chứng, đã dẫn đến việc bác bỏ hoàn toàn giả thuyết này vào năm 1976.
Là thành viên của ban biên tập tờ Ánh Sáng Đêm (Lumières dans la nuit) từ năm 1969, ông đã viết nhiều bài báo về UFO, huyền bí học, vương quốc động vật cũng như các chủ đề khác trên các tạp chí khác nhau. Trong tạp chí Cuộc sống của các Loài vật (La vie des bêtes), trong những năm 1960, ông là tác giả của chuyên mục Những bí ẩn của Vương quốc Động vật (Les mystères du monde animal).  Từ ngày 26 tháng 9 đến ngày 10 tháng 10 năm 1964, Aimé Michel cũng chủ trì các hội thảo văn hóa về chủ đề "Đời sống trong Vũ trụ Thiên thể" (La vie dans l'Univers sidéral), diễn ra dưới sự bảo trợ của tạp chí Planet (Planète) tại Cefalu ở Sicilia.
Ông còn là thành viên của "Collège Invisible", một mạng lưới UFO do Jacques Vallée thiết lập vào năm 1960. Bên cạnh đó cũng có đóng góp cho tạp chí nghiên cứu UFO Spatial Phenomena do Nhóm Nghiên cứu Hiện tượng Không trung (GEPA) xuất bản từ năm 1963 đến năm 1977.

## Tác phẩm
- Heroic Mountains, A History of Mountaineering (Montagnes héroïques, histoire de l'alpinisme), ed. Mame, 1953, collection Découvertes:  This is a layman's book on the history of mountaineering in the world. Michel Aimé writes about the exploits of climbers from the dawn of history to the most recent of expeditions.
- Glimmering lights on flying saucers (Lueurs sur les soucoupes volantes) (edition Mame, 1954, coll. Découvertes; preface by his friend Jean Cocteau) is the second book on French UFOs, following Flying Saucers Come From Another World (Les soucoupes volantes viennent d'un autre monde), written by Jimmy Guieu (edition Fleuve Noir, 1954) but before Propulsion of Flying Saucers (Propulsion des soucoupes volantes) written by Jean Plantier (edition. Mame, 1955). Published in English as The Truth About Flying Saucers (Robert Hale, 1957; Corgi paperback, 1958).
- About Flying Saucers" ("Mystérieux objects célestes"), ed. Arthaud, 1958, coll. "Clefs de l'Adventure/Clefs du Savoir," new ed. Planète (Présence Planète), 1966; new ed. Robert Laffont (Malesherbes) and Seghers, 1977: A study devoted to an outbreak of UFOs in France in late 1954. Michael claimed to be the first to detect "rows" in the sightings.
- The Voice poets, spring 1960, a collective tribute to Jean Cocteau text François Reichenbach
- The Mystery of Dreams (with Wilhelm Moufang, William O. Stevens), World Encyclopedia, 1965.
- The Animal performance, ed. Hachette, 1966, coll. "The Adventure of Life."
- History and Guide to Secret France (with John Paul Clébert), Encyclopedia Planet, No. 31, 1968, repr. Denoël, 1979, "Legends and Traditions of France" My spiritual journey through France, seen and unseen. Birth of the sacred: the France of megaliths: the Gallic Charm: France says no: the long march (mountaineering and alchemy): routes: guide to the fantastic and wonderful, a geography of the sacred (France swallowed: Wild France: France sanctuaries: Traditional France: Haunted France: Miraculous France (signs in the sky): France as sacred space.
- From animal to man: an interview with Konrad Lorenz by Jacques Brissot, documentary film, writer Aimé Michel, 1968, ORTF al. "Un certain regard", 50 '.
- For or against the Flying Saucers (with George Lear), ed. Berger-Levrault, 1969
- Mysterious Flying Saucers (with Jacques Vallée and Fernand Lagarde of "Lumières dans la Nuit"), ed. Albatros, 1973, repr. 1976
- The mysticism, the inner man and the ineffable, ed. Culture, Arts and Leisure (CAL - CELT), 1973, coll. "Library of the Irrational and the Great Mysteries: Psychology of the ineffable. Abnormal surnormal. The alchemy of pain. Marie-Madeleine de Pazzi or the abyss of love. Carve the meat. The body of the soul to the sources. The ninth key. Conclusion: beyond human rights
- Metanoia, physical phenomena of mysticism, ed. Albin Michel, 1973, repr. 1986, coll. "Modern Spirituality" series "Comparative Religion", No. 57 (revised and enlarged rééd. mysticism, the inner man and the ineffable).
- In Search of humanoids (with Jacques Vallee, Charles Bowen (director of "Flying Saucer Review and author of the book), Antonio Ribera, William T. Powers, Gordon Creighton, Coral Lorenzen, Dr. W. Buhler, etc.), ed. Lu I, et al. "The Mysterious Adventure", 1974.
- The Extra-Sensory / Calculators prodigies, volume of the collection The Unknown Powers of Man (14 volumes), ed. Chu-Laffont, 1976-1977: two texts Aimé Michel: These extra-sensory surround us in the introduction, Towards a new key of dreams about dreams in the second section "Creating and creativity."
- The end of the world? Resumption of items under the aegis of Louis Pauwels an issue of the journal "Question" on the subject, ed. Retz (or Albin Michel?), 1977.
- ''Mysterious celestial objects, repr. Robert Laffont, 1977, coll. "The other worlds and their riddles." Enriched (same year: repr. Malesherbes, and repr. Seghers).
- The Hidden Face of France (with Jean-Paul Clébert Pierre Crepon, Jean-Michel Varenne and Jacques Brosse), coll. Memory Cheers, Volume I, ed. Seghers, 1978 (edited by Louis Pauwels, preface). Chapter AM: "The Soul of France through the folk tradition."
- Soft The Apocalypse, ed. Aldana, 2008. Preface by Jacques Vallee. This book consists of original texts by the author learned of the correspondence addressed to Bertrand Méheust from 1978 to 1990.
- Clarity in the heart of the labyrinth, ed. Aldana, 2008. Chronicles on science and religion from the magazine Catholic France. Selected Writings, introduced and annotated by Jean-Pierre Rospars.

### Tự truyện
- Aimé Michel, or the quest for Superman, Michel Picard, eds. Orion, 1996, coll. "Man Conscience", repr. JMG, 2000.*Cartas de très herejes, Antonio Ribera, ed. Corona Borealis, 1999. Editor of Planet, his last work based on his personal correspondence with Bruno Michel and Jacques Vallee, the years 1960 to 1990.

### Đề tựa
- Astrology in Modern Science, Michel Gauquelin, ed. Planet, 1963, coll. Encyclopaedia Planet
- The Life and the cosmos, CH-N. Martin, ed. Planet, 1963, repr. The Pocket Book, 1970, coll. Encyclopaedia Planet
- Three Billion Years of Life, A. Cayeux, ed. Planet, 1964, coll. Encyclopaedia Planet
- The Martian Chronicles, Ray Bradbury, ed. Club of Friends of the Book, 1964
- The irrational certainties, Dr. A. Guénot, ed. Planet, 1967, coll. "Presence Planet
- Those from elsewhere, J. Lob and R. Gigi, ed. Dargaud, 1973
- The Invisible College, Jacques Vallee, eds. Albin Michel, 1975, repr. J'ai Lu, 1976, 1981
- Science Fiction and flying saucers: a reality mythicophysique Méheust B., ed. Mercure de France, 1978
- The Gordian knot, or the fantastic history of UFOs, T. Pinvidic, ed. France-Empire, 1979
- UFO: the first complete record of close encounters in France, Mr. Figuet and JL. Ruchon, ed. Alain Lefeuvre, 1979
- China and Aliens, Shi Bo, ed. Mercure de France, 1983